# Motovaligia

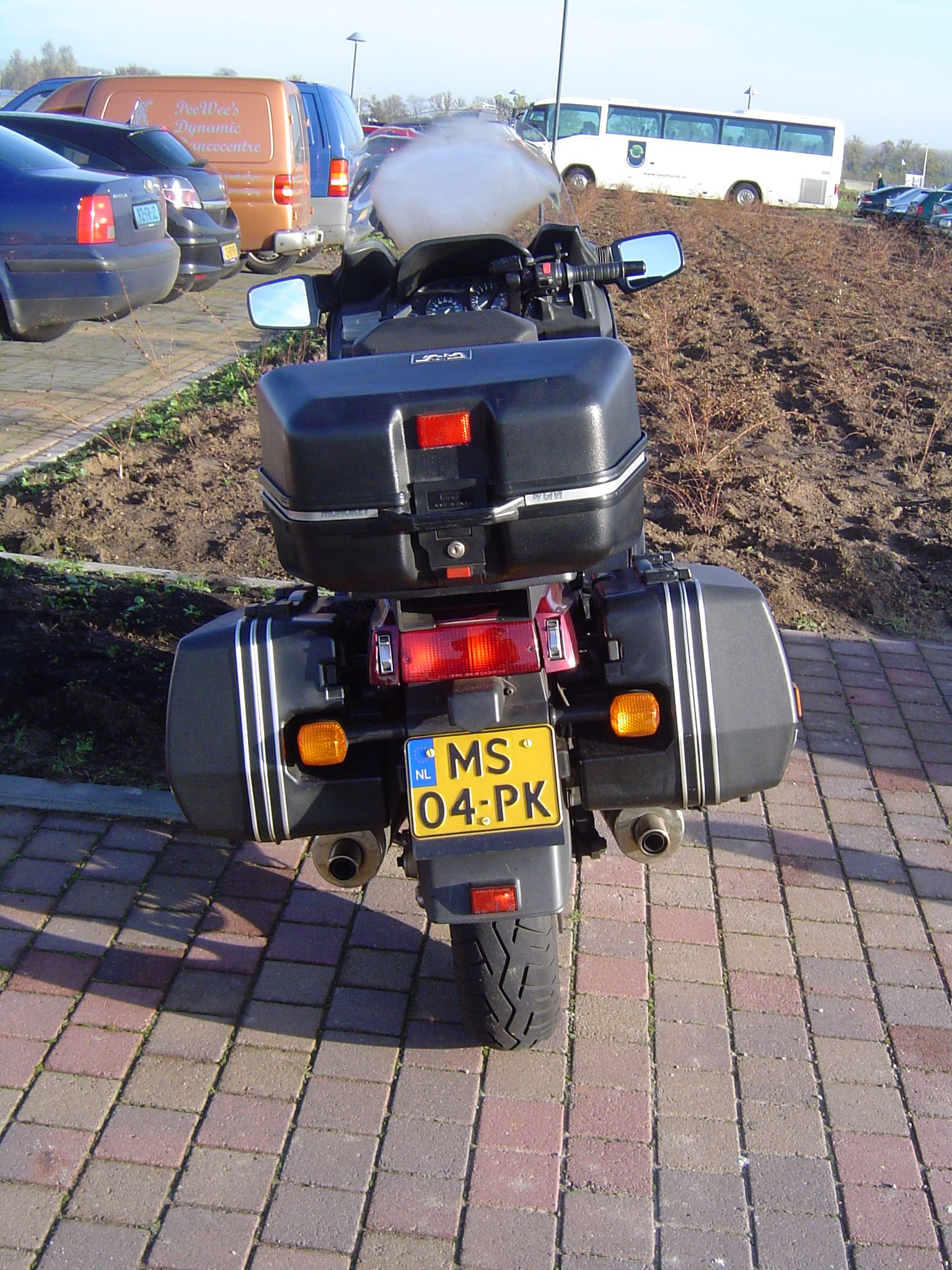
Una Kawasaki GTR 1000 equipaggiata con borse laterali e bauletto

Le motovaligie, anche dette "borse da moto", sono contenitori applicati al telaio della motocicletta, adatti al trasporto di oggetti personali, attrezzi o altro, normalmente costruite in materiale plastico e con accorgimenti per renderle impermeabili all'acqua.

## Etimologia
La definizione "borse" deriva dal fatto che, nei primi anni del XX secolo, le motovaligie consistevano in una coppia di borse in cuoio, collegate superiormente, simili alle coppie di bisacce che si utilizzano come accessorio alla sella del cavallo.
Ancora oggi, particolari tipologie di moto, soprattutto custom, adottano borse di quel tipo, più per motivi estetici che pratici.

## Storia
Già negli anni trenta si diffuse l'utilizzo di borse rigide conformate in lamiera, sostituite da quelle in resina fenolica, negli anni sessanta, applicate in modo fisso al veicolo.
Le motovaligie moderne comparvero negli anni settanta, distinguendosi per i materiali plastici più morbidi e, nella quasi totalità dei casi, per la possibilità di essere staccate e riattaccate alla struttura che le sostiene, mediante un semplice innesto a baionetta con serratura.

Sempre in quegli anni diviene usuale dotarsi anche di un ulteriore tipo di motovaligia, chiamata "bauletto".

## Tipologie
Le motovaligie possono essere costruite in diversi materiali:
- Cuoio, materiale usato specialmente per valigie delle moto custom ed Harley Davidson
- Tela, materiale leggero e morbido, generalmente usato per le piccole motoborse contenenti utensili
- Resina fenolica, sono rigide e risultano impermeabili

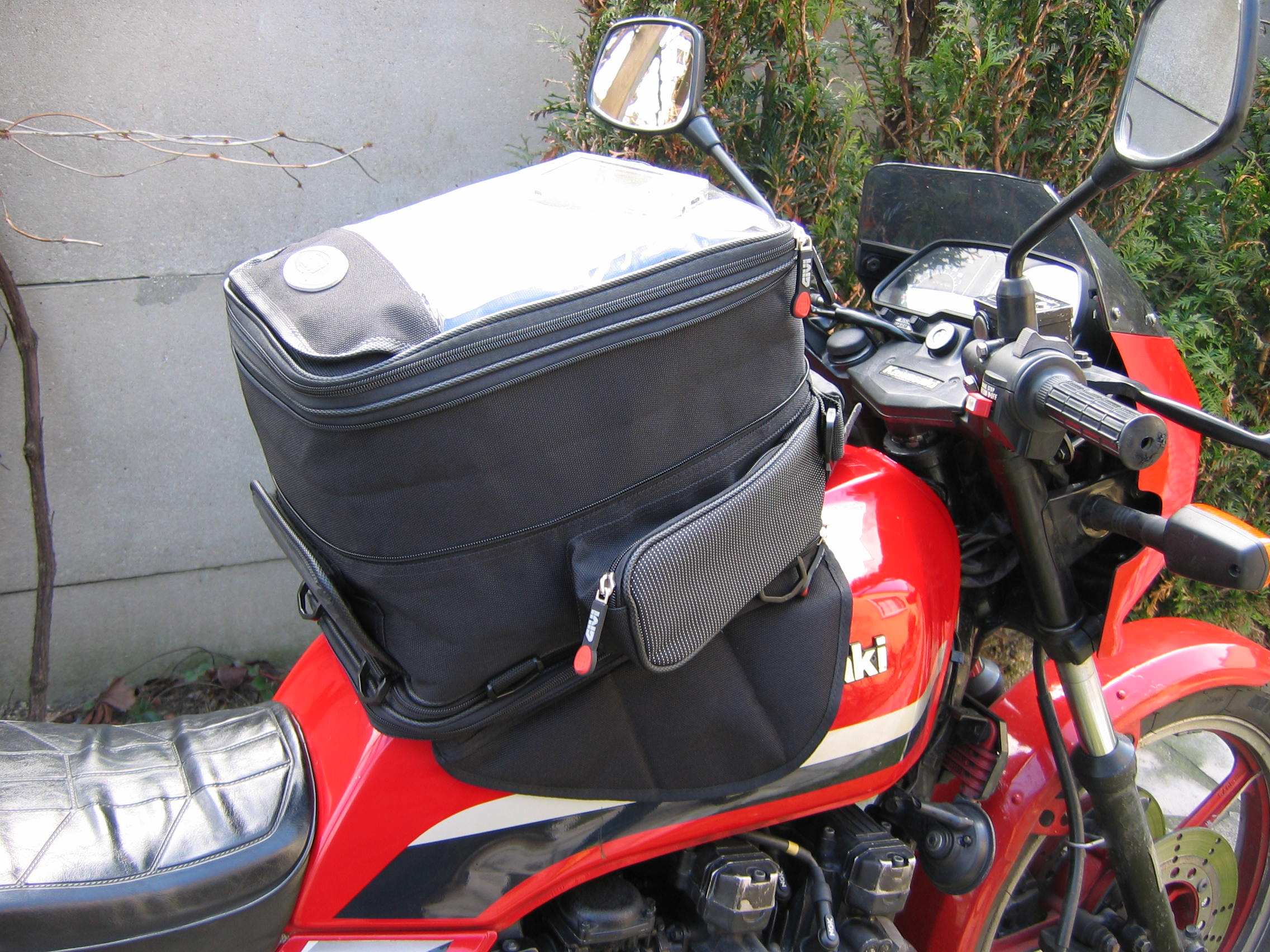
Borsa da serbatoio

Possono essere fissate in diversi posti:
- Avanti, poste sotto il proiettore anteriore o sopra il parafango anteriore
- Lateralmente, poste ai lati posteriori della moto, dietro al guidatore
- Posteriormente, poste sopra al codino della moto, generalmente fissata con il medesimo sistema al portapacchi posteriore, spesso questo è rigido e prende il nome di "bauletto", che possono essere dotati di schienale per l'appoggio del passeggero.
- Centralmente o borsa da serbatoio, consistente in una sacca di tela impermeabile con estensione verticale a soffietto fissata al serbatoio, la cui faccia superiore è solitamente dotata di tasca in plastica trasparente per alloggiare una cartina stradale.

## Mercato
Molte case motociclistiche avevano previsto questo accessorio di serie nei loro modelli specificatamente destinati ai centauri amanti del mototurismo, ma anche molte aziende specializzate negli accessori "aftermarket" immisero sul mercato prodotti specifici per poter applicare borse laterali (o più spesso solo il bauletto posteriore) sulle due ruote che ne erano sprovviste in origine.
Diversi sono i modelli di motocicletta in produzione che prevedevano di serie l'equipaggiamento per i lunghi viaggi tra cui da citare storicamente la BMW (per i suoi modelli "LT" e "RT") e la Moto Guzzi oltre che la Honda Goldwing, la Kawasaki GTR 1000 e varie altre.